# Bathydraconidae
Famille
Les représentants de la famille des Bathydraconidae se rencontrent dans les eaux de l'océan Antarctique. Ils sont communément appelés « poissons dragons ». Peu pêchés, on ne connaît que très peu de choses de leur biologie.

## Liste des genres et des espèces
On connaît dix-sept espèces réparties en onze genres :
- Acanthodraco
  - Acanthodraco dewitti Skóra, 1995.
- Akarotaxis
  - Akarotaxis nudiceps (Waite, 1916).
- Bathydraco
  - Bathydraco antarcticus Günther, 1878.
  - Bathydraco joannae DeWitt, 1985.
  - Bathydraco macrolepis Boulenger, 1907.
  - Bathydraco marri Norman, 1938.
  - Bathydraco scotiae Dollo, 1906.
- Cygnodraco Waite, 1916
  - Cygnodraco mawsoni Waite, 1916.
- Gerlachea
  - Gerlachea australis Dollo, 1900.
- Gymnodraco
  - Gymnodraco acuticeps Boulenger, 1902.
- Parachaenichthys
  - Parachaenichthys charcoti (Vaillant, 1906).
  - Parachaenichthys georgianus (Fischer, 1885).
- Prionodraco
  - Prionodraco evansii Regan, 1914.
- Psilodraco
  - Psilodraco breviceps Norman, 1937.
- Racovitzia
  - Racovitzia glacialis Dollo, 1900.
  - Racovitzia harrissoni (Waite, 1916).
- Vomeridens
  - Vomeridens infuscipinnis (DeWitt, 1964).

## Référence
- (en) Catalogue of Life : Bathydraconidae (consulté le 11 décembre 2020)
- (en + fr) FishBase : famille Bathydraconidae  (+ traduction) (+ identification visuelle des espèces)
- (fr + en) ITIS : Bathydraconidae
- (en) WoRMS : Bathydraconidae (+ liste espèces)
- (en) Animal Diversity Web : Bathydraconidae
- (en) NCBI : Bathydraconidae (taxons inclus)